# Зыково (Московская область)
Зыково — деревня, расположенная в Бужаровском сельском поселении Истринского района Московской области. Население — 40 чел. (2010). С Истрой деревня связана автобусным сообщением (автобус № 33).
Находится примерно в 19 км на северо-запад от Истры, на левом, высоком берегу реки Раменки, высота над уровнем моря 204 м. Соседние населённые пункты: Граворново — на восточной стороне шоссе, Никитское — примерно в 2 км севернее, Верхуртово — в 2 км восточнее и Малое Ушаково в 500 м на юг (по шоссе 2 км).

## Население
| 2002 | 2006 | 2010 |
| ---- | ---- | ---- |
| 46   | ↘36  | ↗40  |